# Banca della Svizzera Italiana
Banca della Svizzera Italiana (BSI) foi um banco suíço criado em 1873. É especializado na gestão de ativos e serviços para clientes privados e institucionais, tendo sua sede localizada no Palazzo dei Marchesi Riva, na cidade de Lugano, Suíça.
Em 1998 foi comprado pela seguradora italiana Assicurazioni Generali e em julho de 2014 a instituição financeira brasileira BTG Pactual adquiriu o banco por 1,7 bilhão de dólares. Em 2016 foi vendido ao grupo EFG International, no mesmo ano deixou de existir.
O BSI é 11° maior banco da suíça por ativos.
Envolvido na Operação Lava Jato, um de seus gerentes, David Muino Suarez foi preso, acusado de ter atuado junto ao banco suíço para abrir empresas offshores, com o objetivo de lavar o dinheiro ilegal. Teria atuado em empresas off shore de João Henriques, operador do ex-presidente da Câmara Eduardo Cunha e do PMDB na área internacional da Petrobras.